# Градієнтометр магнітний
Градієнтометр магнітний (рос. градиенометр магнитный, англ. magnetic gradiometer; нім. Magnetnei-qungsmesser m, Gradientenmesser m) — прилад для вимірювання градієнтів вектора індукції геомагнітного поля в заданому напрямку.
Застосовується для пошуків і розвідки родовищ (бокситів, марганцевих руд та ін.), виявлення блоків різної намагніченості гірських порід.